# Lauten- und Geigenbau in Füssen

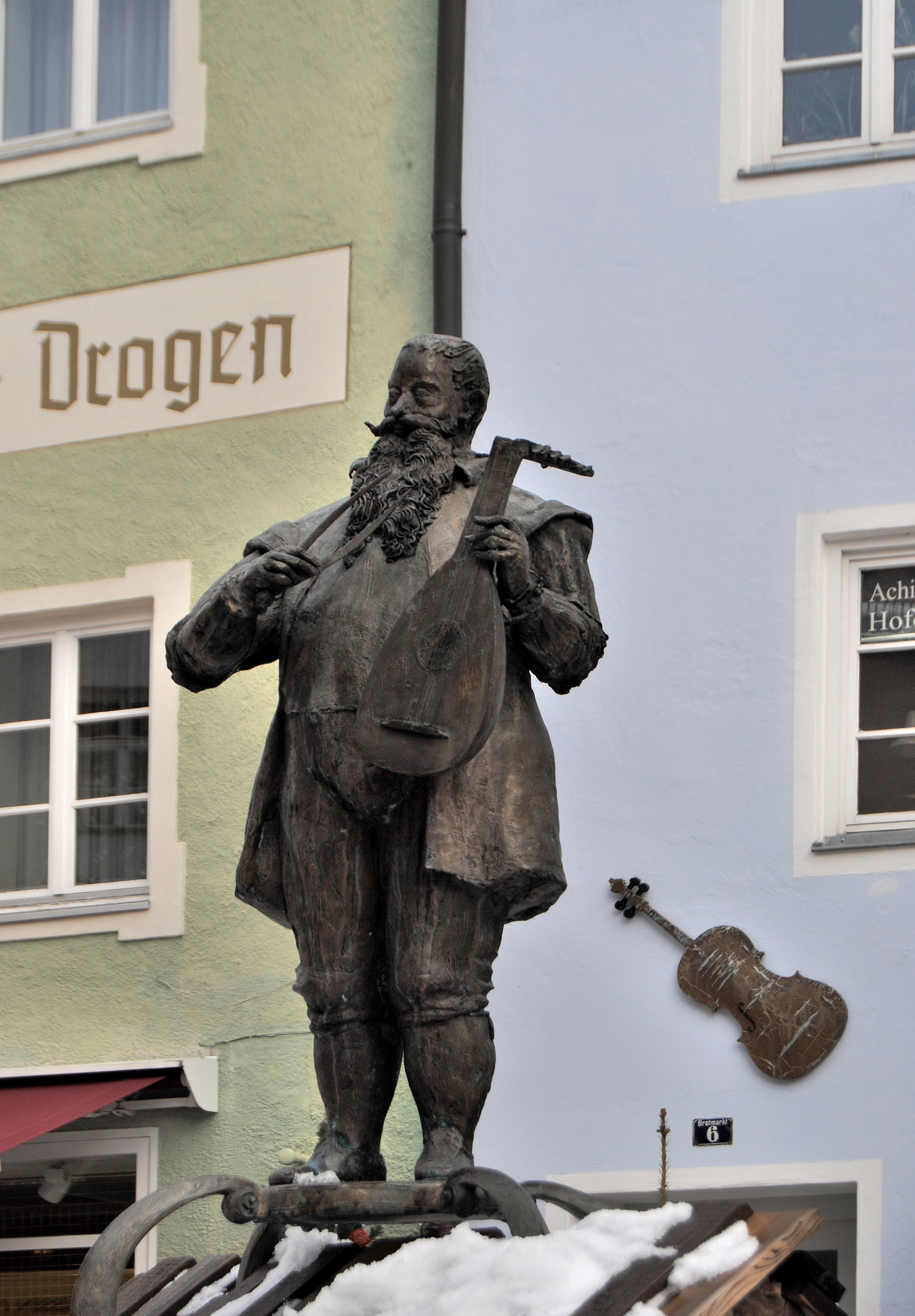
Statue von Caspar Tieffenbrucker in Füssen

Die Stadt Füssen gilt als die Wiege des Lauten- und Geigenbaus in Europa.
Dass die kleine Stadt Füssen, gelegen am Nordrand der Alpen, einst ein bedeutendes Zentrum des Musikinstrumentenbaus war, resultiert aus einem Bündel unterschiedlicher Faktoren. Der Hauptgrund liegt sicherlich in der nahen Verfügbarkeit des Rohstoffes. Als Tonhölzer sind nämlich ausschließlich das Holz der Bergwälder nutzbar. Die Fichte, der Ahorn und für den Lautenbau auch besonders die Eibe, deren Bestände in den Wäldern Nordtirols und des Ammergebirges besonders zahlreich waren. Auch die Verkehrslage Füssens an der noch im Mittelalter wichtigen ehemaligen Römerstraße Via Claudia Augusta, die die Zentren Augsburg und Venedig miteinander verband, wie auch der befloßbare Lech, der die Handelswege nach Wien und Budapest öffnete, trugen wesentlich zur Ausbreitung dieses Berufszweiges bei. Dass der deutsche König und spätere Kaiser Maximilian I. um 1500 über 30-mal in Füssen weilte, ist ein Zeichen damaliger Blüte und Bedeutung der Stadt. Und das kulturelle Umfeld mit dem Benediktinerkloster Sankt Mang und der fürstbischöflichen Residenz im Hohen Schloss schufen Voraussetzungen wie Aufträge für die Musikinstrumentenmacher.
Da die langen Winter und das relativ raue Klima keine großen landwirtschaftlichen Erträge zuließen, suchten sich die Menschen in solchen Gebieten Nebenerwerbe meist in spezialisierten Handwerkszweigen, um ihren Lebensunterhalt zu sichern. Der Lauten- und Geigenbau erwies sich für viele Menschen des Füssener Landes als eine über Jahrhunderte hin tragfähige Existenzbasis.

## Geschichte

### Beginn
Erst im Spätmittelalter, als sich die Gesellschaft immer stärker ausdifferenzierte, entstand ein Markt für Musikinstrumente. Jetzt erst konnte sich ein spezialisierter Beruf der Lautenmacher herausbilden.
Die deutlichste Spur des Füssener Lautenbaus ist schließlich im ältesten Zinsbuch des Klosters St. Mang erhalten: 1436 hatte ein Lautenmacher Pacht für einen Garten dem Kloster St. Mang zu entrichten.

### Älteste Lautenmacherzunft Europas
1562 schlossen sich die Füssener Lautenmacher zur ersten Lautenmacherzunft Europas zusammen.
Zeitweise arbeiteten in Füssen, das damals etwa 2000 Einwohner zählte, bis zu 20 Lautenmachermeister. Durch den Zunftzwang und die strengen Bedingungen, die die Ausübung dieses Handwerkes regelten, sollte die Zahl der ansässigen Meister auf ein Maß beschränkt bleiben, das allen ein Auskommen und Nahrung sicherte. Die Zunftgründung bezeichnet also bereits ein Überschreiten des Höhepunktes in diesem Handwerkszweig und zwang viele begabte Handwerksgesellen zur Auswanderung.

### Arbeitsmigration: Füssener Lautenmacher in Europa
Die Geschichte des Füssener Lauten- und Geigenbaus ist zugleich eine Geschichte der Arbeitsmigration. Hunderte von Füssener Lauten- und Geigenmachern wanderten aus, um in den europäischen Kulturmetropolen, an Fürstenhöfen und in großen Handelsstädten Werkstätten zu gründen und ihr Handwerk erfolgreich auszuüben. So fanden sie zum Beispiel in Venedig mit seinen 14 Opernhäusern einen großen Absatzmarkt vor. Im 16. und 17. Jahrhundert waren etwa zwei Drittel aller Lautenmacher in Venedig und Padua Füssener Abstammung. Auch in Rom und Neapel wurde der Lauten- und Geigenbau von den Allgäuern beherrscht. Doch hielten die ausgewanderten Meister oftmals noch Kontakt zur Heimat. Sie bezogen teilweise ihr Holz weiter aus der Füssener Region und Gesellen oder Lehrlinge folgten ihnen aus der Heimat nach.
Ein Indiz erfolgreicher Integration in der neuen Heimat stellen die Anpassungen der Eigennamen dar: Aus Matthäus und Georg Seelos wurden Matteo und Giorgio Sellas, Magnus Lang nannte sich Magno Longo, Michielle Harton ist unschwer als Michael Hartung zu erkennen und der schwierig auszusprechende Name Tieffenbrucker wurde entsprechend verballhornt: „Duiffoprugcar“, „Dubrocard“, „Dieffobruchar“.

### Geigenbau

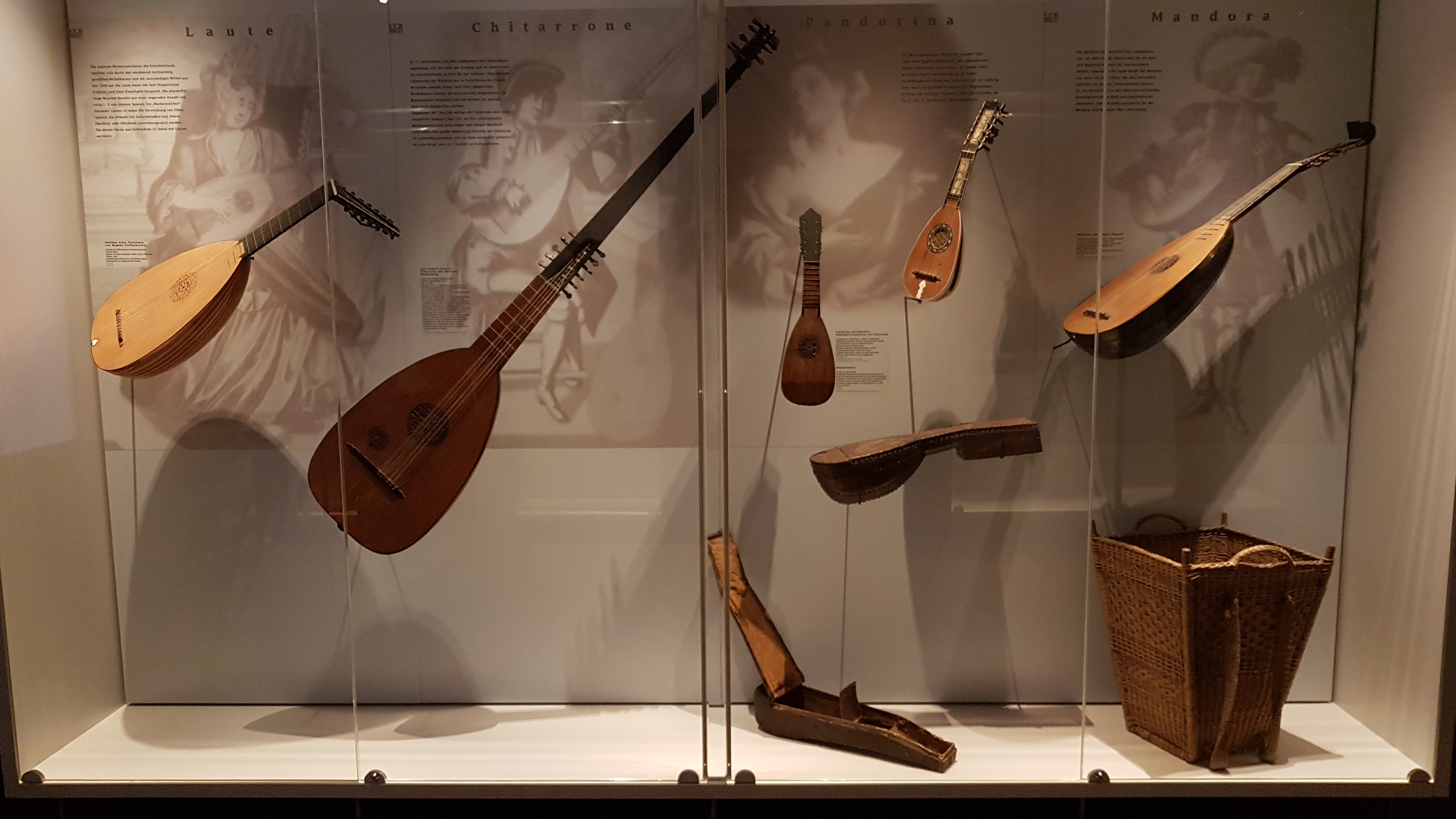
In Füssen gefertigte Lauten im Museum der Stadt Füssen

Der Dreißigjährige Krieg (1618–1648) bedeutete einen tiefen Einschnitt, von dem sich dieses Handwerk nur langsam erholte. In der Barockzeit stieg dann aber der Bedarf an Streichinstrumenten in den Haupt- und Residenzstädten Europas enorm an. Dies führte zu einer zweiten Migrationswelle Füssener Geigenmacher.
Unter den Ausgewanderten befinden sich die Namen so berühmter Meister wie Franz Geissenhof und Johann Martin Stoß in Wien, Thomas Edlinger, Johann Ulrich Eberle und Johann Georg Hellmer in Prag, David Teckler in Rom, Johann Georg Bayrhof in Neapel, Franz Placidus Fendt in Paris oder sein Neffe Simon Fendt in London. Der Geigenbau in der Kaiserstadt Wien wurde von Füssenern nahezu dominiert. Sechzig Geigenmacher aus dem Ostallgäu sind in Wien nachzuweisen. Der berühmteste unter ihnen war sicherlich Franz Geissenhof, der „Stradivari von Wien“.
Auch Matthias Klotz (1653–1743), der als Begründer des Geigenbaus in Mittenwald gilt, erhielt seine Ausbildung vermutlich in Füssen.

### Niedergang
Um 1800 darbten die verbliebenen fünf Füssener Geigenmacher am Existenzminimum. Die miserable wirtschaftliche Lage war auch verursacht durch die Napoleonischen Kriege. Dazu kamen aber noch der Beharrungsgeist auf das Alt-Hergebrachte und die geringe Innovationsbereitschaft. So führten die Füssener nicht wie in Mittenwald eine arbeitsteilige, verlagsmäßig organisierte Produktion ein, die den Markt mit preislich günstigen Instrumenten und einer großen Quantität versorgen konnte.
Am 19. Mai 1835 gab der Füssener Geigenmacher Joseph Alois Stoß zu Protokoll: „Da sein Geigenmachers Gewerb ganz ohne allen Verdienst seie, verzichte er nun hierauf förmlich, und lege solches nieder.“
Mit seinem Tod 1866 erlosch für über 100 Jahre die große Tradition des Füssener Lauten- und Geigenbaus.

### Neubeginn
Pierre Chaubert, ein Geigenmacher-Meister vom Genfersee, gründete 1982 in Füssen eine Geigenbauer-Werkstatt. Zusammen mit dem Zupfinstrumentenmacher-Meister Urs Langenbacher betreibt er heute in der Altstadt eine Doppelwerkstatt für Geigen- und Gitarrenbau. Bereits einige Gesellen aus der Werkstatt Chaubert haben sich zu Meistern qualifiziert und führen eigene Betriebe. So Achim Hofer, der in einem Haus am Brotmarkt in Füssen sich seine Werkstatt einrichtete. Sie führen nun 150 Jahre nach Erlöschen des Füssener Musikinstrumentenbaus diese alte Tradition weiter.

### Gedenken und Festival
Das Museum der Stadt Füssen zeigt eine Dauerausstellung zum Lauten- und Geigenbau in Füssen. 1990 wurde in Füssen auf dem Brotmarkt der Lautenmacherbrunnen mit einer Statue von Caspar Tieffenbrucker errichtet. Seit 2003 findet in Füssen jährlich das Festival Vielsaitig statt, dessen Idee eine Verbindung von Geigenbau und Geigenspiel ist. 2018 ging Füssen eine Städtepartnerschaft mit Cremona ein, die für ihre traditionelle Geigenbaukunst bekannt ist.

## Auswahl Füssener Meister
(Name – Lebensdaten – Wirkungsort)

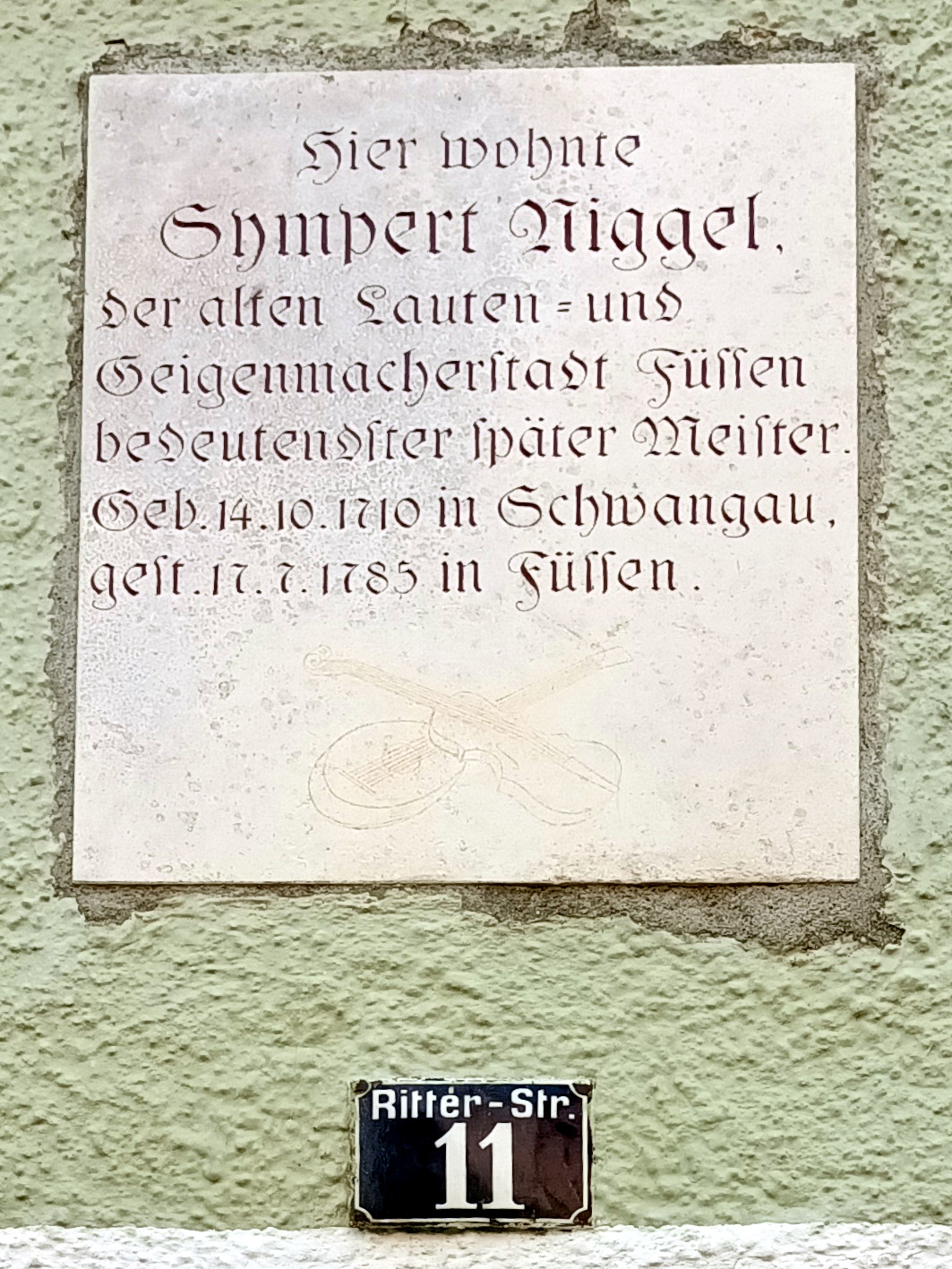
Gedenktafel für Simpert Niggel an seinem Wohnhaus an der Ritterstraße 11

- Johann Paul Alletsee, 1684–1733, München
- Hans Angerer, um 1620–1650, Genua, Turin
- Matthäus Buchenberg, um 1568–1628, Rom
- Johann Ulrich Eberle, 1699–1768, Prag
- Bernhard Simon Fendt, 1769 bis um 1826, Paris, London
- Franz Placidus Fendt, 1733–1796, Paris
- Martin Fichtl, * 4. November 1649 in Füssen, † 23. Februar 1707 in Wien; Sohn des Jakob Fichtl, Vorsinger in Füssen. Vater des Instrumentenbauers (Geige, Kontrabass) Martin Mathias Fichtl in Wien.
- Johann Fichtold, * um 1582, † 2. Juni 1670 in Füssen; Schreibweise des Namens: Fichtold / Vichtold
- Johann Anton Gedler, um 1725 bis um 1790, Füssen
- Gedler (Geigenbauerfamilie), 1692–1830, Füssen, Würzburg, Linz
- Franz Geissenhof, 1753–1821, Wien
- Michael Hartung, vor 1600 bis um 1670, Padua
- Johann Georg Hellmer, um 1700–1770, Prag
- Rudolf Höß, um 1640–1728, Rom, Augsburg, München
- Martin Kaiser, um 1645 bis vor 1710, Venedig, Düsseldorf
- Jakob Langenwalder, vor 1600–1633, Rom, Venedig, Füssen
- Laux Maler, gen 1518–1552, Bologna
- Raphael Möst, um 1590–1645, Füssen
- Simpert Niggel, 1710–1785, Füssen
- Andreas Ott, vor 1630–1667, Prag
- Peter Railich, gen. 1639–1678, Venedig, Padua
- Georg Seelos, gen. 1618 bis vor 1652, Venedig
- Matthäus Seelos, gen. 1612–1652, Venedig
- Magnus Steger, gen. 1615–1621, Venedig
- Stoß (Geigenbauerfamilie), Füssen, Wien, Prag
- Johann Martin Stoß, 1778–1838, Wien
- David Teckler, 1666–1747, Rom
- Johann Georg Thir, um 1710–1781, Wien
- Caspar Tieffenbrucker, 1514–1571, Füssen, Lyon
- Magnus Tieffenbrucker, um 1500–1560, Venedig
- Wendelin Tieffenbrucker, gen 1551–1611, Padua
- Wolfgang Wolff, gest. 1570, Füssen